# Gnypetella laticeps
Gnypetella laticeps är en skalbaggsart som först beskrevs av Thomas Casey 1885.  Gnypetella laticeps ingår i släktet Gnypetella och familjen kortvingar. Inga underarter finns listade i Catalogue of Life.